# حسن‌کدر
حسنک‌در  (حسنک‌دره) روستایی از توابع بخش آسارا شهرستان کرج در استان البرز ایران است. نام روستا از امامزاده حسن از نوادگان امام هفتم شیعیان که مدفون در آن است، برگرفته شده است.
روستا حدوداً در کیلومتر 60 جاده چالوس قرار دارد. یکی از مسیرهای قله هزاربند از این روستا آغاز می‌شود.

## جمعیت
این روستا در دهستان نسا قرار دارد و براساس سرشماری مرکز آمار ایران در سال ۱۳۹۵، جمعیت آن ۵۹۲ نفر (۱۹۸خانوار) بوده‌است.

## زبان
مردم روستای حسنکدر به زبان ایرانی دری وپهلوی سخن می‌گویند.